# Mathilda May

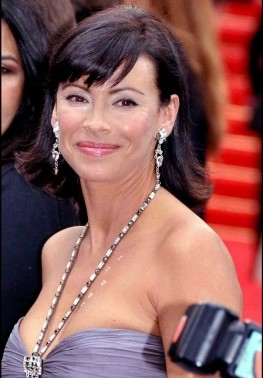
Mathilda May 2010

Mathilda May (* 8. Februar 1965 als Karin Haïm in Paris) ist eine französische Schauspielerin.

## Leben
Mathilda May ist die Tochter einer skandinavischen Primaballerina und des Bühnenautors Victor Haïm, der aus einer jüdischen Familie griechisch-türkischer Herkunft stammt. Sie ließ sich als Kind von „Karin“ in „Mathilde“ umbenennen und wählte später das Pseudonym „Mathilda May“. Sie studierte zehn Jahre lang Ballett und entschied sich dann mit 18 Jahren für die Schauspielerei. Bereits für ihre erste Filmrolle in Nemo erhielt sie als beste Nachwuchsdarstellerin den Romy-Schneider-Preis.
Mathilda May hatte besondere Erfolge im französischen Film der 1980er Jahre, als sie mit großen Regisseuren wie Claude Chabrol und Werner Herzog zusammenarbeitete. An diese Erfolge konnte sie allerdings nicht mehr anknüpfen; ab Mitte der 1990er Jahre war sie fast nur noch im Fernsehen zu sehen.
Für kurze Zeit versuchte sie sich auch als Sängerin von Jazz-Stücken.

## Filmografie (Auswahl)
- 1983: Nemo/Dream One
- 1985: Liebesbriefe an einen Unbekannten (Letters to an Unknown Lover)
- 1985: Lifeforce – Die tödliche Bedrohung (Lifeforce)
- 1987: Der nackte Schatten (La passarelle)
- 1987: Das Geheimnis der Sahara (Il segreto del Sahara)
- 1987: Der Schrei der Eule (Le cri du hibou)
- 1989: Nackter Tango (Naked Tango)
- 1990: Isabelle Eberhardt
- 1991: Colette
- 1991: Cerro Torre: Schrei aus Stein
- 1992: Sweetheart (Toutes peines confondues)
- 1994: Die Titte und der Mond (La teta y la luna)
- 1994: Der Prinz und der Prügelknabe (The Whipping Boy)
- 1997: Der Schakal (The Jackal)
- 2003: Soraya
- 2007: Die zweigeteilte Frau (La fille coupée en deux)
- 2012: Männer und die Frauen (Les infidèles)
- 2012: Clash (Fernsehserie, 3 Episoden)
- 2013: Délit de fuite (Fernsehfilm)
- 2018–2019: Access (Fernsehserie, 17 Episoden)
- 2019: Je ne rêve que de vous
- 2020: Coup de foudre à Bangkok (Fernsehfilm)
- 2021: Le chemin du bonheur

## Diskografie
- Mathilda May (Columbia, 1992)
- Joy Of Love (Columbia, 1992)
- If you Miss (Columbia, 1993)

## Bibliographie
- Personne ne le saura. Flammarion, Paris 2007, ISBN 978-2-08-068459-2.
- V.O. Éditions Plon, Paris 2018, ISBN 978-2-259-26432-7.